# Liste der Kulturdenkmäler in Insul
In der Liste der Kulturdenkmäler in Insul sind alle Kulturdenkmäler der rheinland-pfälzischen Ortsgemeinde Insul aufgeführt. Grundlage ist die Denkmalliste des Landes Rheinland-Pfalz (Stand: 12. Juni 2023).

## Einzeldenkmäler
| Bezeichnung                                       | Lage                                   | Baujahr                             | Beschreibung                                                                               | Bild                           |
| ------------------------------------------------- | -------------------------------------- | ----------------------------------- | ------------------------------------------------------------------------------------------ | ------------------------------ |
| Hofanlage                                         | Bergstraße 3 Lage                      | 19. Jahrhundert                     | Hofanlage; Fachwerkhaus, 19. Jahrhundert                                                   | weitere Bilder Fotos hochladen |
| Hofanlage                                         | Brückenstraße 2 Lage                   | 19. Jahrhundert                     | Hofanlage; Fachwerkhaus verputzt, Fachwerkscheune, teilweise massiv, 19. Jahrhundert       | weitere Bilder Fotos hochladen |
| Hofanlage                                         | Brückenstraße 4 Lage                   | 1616                                | ehemaliger Zehnthof; Fachwerkbau, bezeichnet 1616, Fachwerkscheune, Backofen; Gesamtanlage | weitere Bilder Fotos hochladen |
| Katholische Filialkirche St. Rochus und Sebastian | Hauptstraße 22 Lage                    | 1882                                | Saalbau, bezeichnet 1882                                                                   | weitere Bilder Fotos hochladen |
| Hofanlage                                         | Hauptstraße 23 Lage                    | 1802                                | Hakenhof; Fachwerkhaus, bezeichnet 1802, Backofen                                          | weitere Bilder Fotos hochladen |
| Wohnhaus                                          | Hauptstraße 34 Lage                    | erstes Drittel des 19. Jahrhunderts | Fachwerkhaus, Ständerbau, erstes Drittel des 19. Jahrhunderts                              | weitere Bilder Fotos hochladen |
| Wohnhaus                                          | Hauptstraße 41 Lage                    | 19. Jahrhundert                     | Fachwerkhaus, teilweise verputzt, 19. Jahrhundert                                          | weitere Bilder Fotos hochladen |
| Wegekreuz                                         | Welsbachstraße, Ecke Ahrtalstraße Lage | 1796                                | Wegekreuz, Nischentyp, bezeichnet 1796                                                     | weitere Bilder Fotos hochladen |